# Peter von Polenz

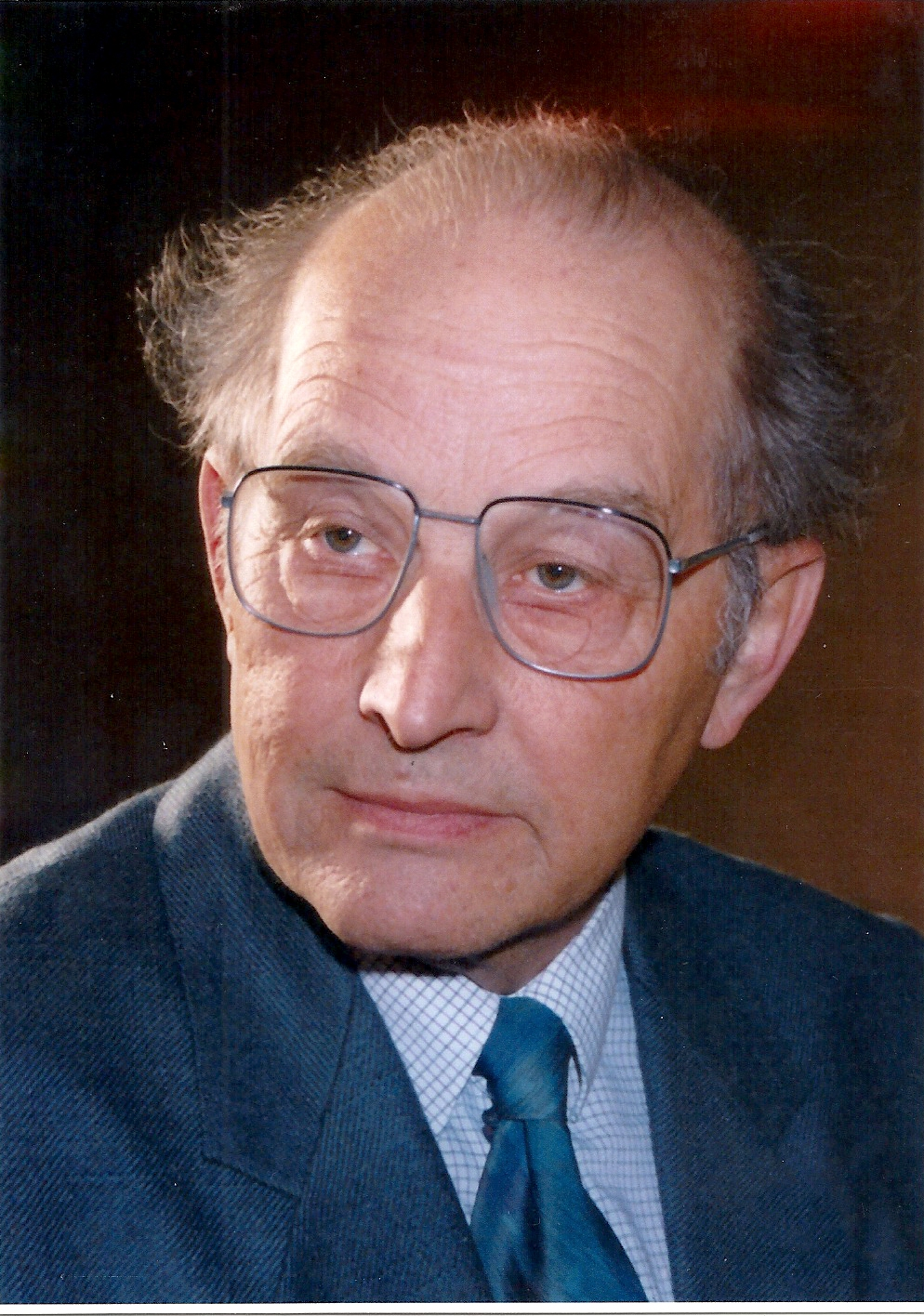
Peter von Polenz

Peter von Polenz (* 1. März 1928 in Bautzen in Sachsen; † 24. August 2011 in Korlingen) war ein deutscher Sprachwissenschaftler und germanistischer Mediävist. Er wirkte unter anderem als ordentlicher Professor für germanistische Linguistik in Heidelberg und Trier.

## Leben
Peter von Polenz entstammte dem sächsischen Adelsgeschlecht Polenz. Er ist ein Enkel des Heimatschriftstellers Wilhelm von Polenz. Seine Eltern waren die Generalstochter Angela Schutte Edle von Sparrenschild und der Jurist und Landwirt Erich von Polenz auf Schloss Ober-Cunewalde. Peter von Polenz setzte in Erinnerung an seinen Vater 1995 einen Gedenkstein; er hatte auch zwei Brüder, Wolf (1926–2010) und Hans (* 1936). Er selbst heiratete 1953 in Hagen (Westfalen) die aus Thüringen stammende Erika Elbers; sie hatten zwei Söhne.
Nach dem Studium der Germanistik bei Theodor Frings und Ludwig Erich Schmitt mit Promotion zum Dr. phil. an der Universität Leipzig war er dort zunächst wissenschaftlicher Assistent bis 1952. Nach seiner Entlassung und dem über ihn verhängten Berufsverbot zur wissenschaftlichen Arbeit floh er in die BRD.
Er war zunächst an der Universität Marburg tätig, wo er sich 1959 habilitierte und seine Lehrtätigkeit begann. 1961 wurde er außerordentlicher Professor an der Universität Heidelberg, wohin er 1963 auf eine ordentliche Professur für deutsche Philologie und Linguistik berufen wurde. Von 1975 bis zu seiner Emeritierung 1993 lehrte er als Ordinarius für germanistische Linguistik an der Universität Trier. Er lebte bis zu seinem Tod in Korlingen.
Polenz lieferte wichtige Beiträge zur deutschen Sprachgeschichte und zum Sprachwandel. Im Jahre 1992 wurde er Korrespondierendes Mitglied der Sächsischen Akademie der Wissenschaften zu Leipzig.

## Auszeichnungen und Ehrungen
- 1980: Konrad-Duden-Preis
- 2000: Deutscher Sprachpreis der Henning-Kaufmann-Stiftung zur Pflege der Reinheit der deutschen Sprache
- 2003: Ehrenpromotion durch die Universität Leipzig

## Publikationen (Auswahl)
- Altenburger Sprachlandschaft. 1954.
- Landschafts- und Bezirksnamen im frühmittelalterlichen Deutschland. 1961.
- Funktionsverben im heutigen Deutsch. 1963.
- Geschichte der deutschen Sprache. 5. (1966) bis 9. (1978) Auflage des von Hans Sperber 1926 begründeten Werkes. Die 10. (2009) und die 11. (2020) Auflage wurden von Norbert Richard Wolf bearbeitet. 11. Auflage: De Gruyter, Berlin 2020, ISBN 978-3-11-048565-3.
- Deutsche Sprachgeschichte vom Spätmittelalter bis zur Gegenwart. 3 Bände. De Gruyter, Berlin
  - Band 1: Einführung, Grundbegriffe, Deutsch in der frühbürgerlichen Zeit. 1991, ISBN 3-11-012458-0 (= Sammlung Göschen, Band 2237); 2., überarbeitete und ergänzte Auflage: Einführung, Grundbegriffe: 14. bis 16. Jahrhundert. 2000, ISBN 978-3-11-016478-7 (= De-Gruyter-Studienbuch).
  - Band 2: 17. und 18. Jahrhundert, 1994, ISBN 978-3-11-013436-0 (= De-Gruyter-Studienbuch).
  - Band 3: 19. und 20. Jahrhundert, 1999, ISBN 978-3-11-014344-7 (= De-Gruyter-Studienbuch).
- Deutsche Satzsemantik. Grundbegriffe des Zwischen-den-Zeilen-Lesens. De Gruyter, Berlin 1985; 2., durchgesehene Auflage 1988; 3., unveränderte Auflage 2008, ISBN 978-3-11-020366-0 (= De-Gruyter-Studienbuch).